# 1994 ve fotografii
Tento článek obsahuje významné fotografické události v roce 1994.

Dne 30. dubna se narodila Do Nsoseme, konžská fotografka, slammerka a básnířka

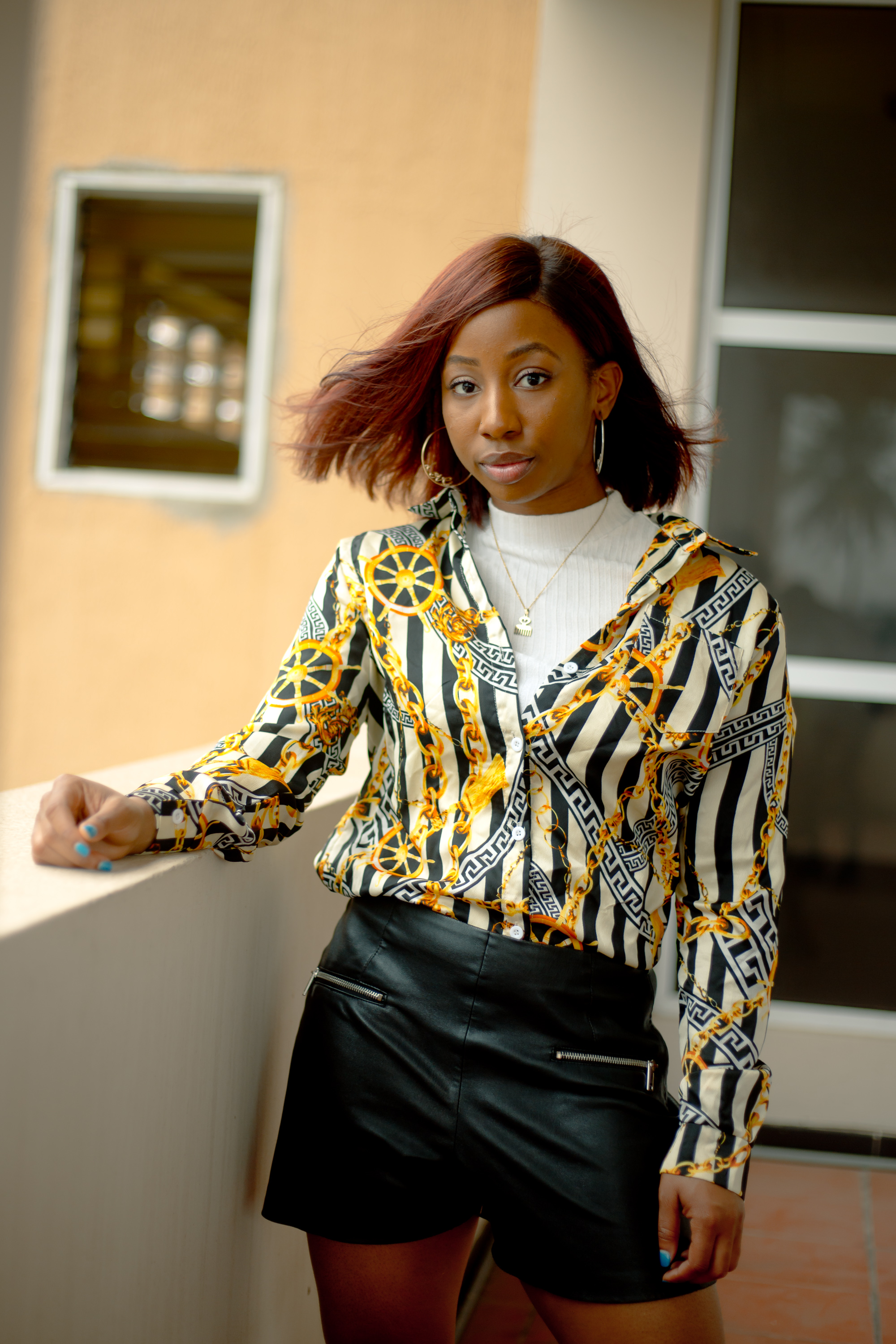
Dne 29. září se narodila Amarachi Nwosu, nigerijsko-americká fotografka, vizuální umělkyně, fotografka, filmařka a spisovatelka

## Události
Fotografické festivaly a výstavy
- Rencontres d'Arles, červenec–září
- Mois de la Photo, Paříž, listopad

## Ocenění
- World Press Photo – James Nachtwey
- Prix Niépce – Xavier Lambours
- Prix Nadar – Richard Avedon, Evidence 1944–1994, ed. Schirmer/Mosel
- Cena Oskara Barnacka – Eugene Richards, (USA)
- Grand Prix national de la photographie  – Sebastião Salgado
- Grand prix Paris Match du photojournalisme – Luc Delahaye za Rwanda, l’exode
- Cena Henriho Cartier-Bressona – cena nebyla udělena
- Prix Roger Pic – Giorgia Fiorio za Les mineurs russes
- Prix Bayeux-Calvados des correspondants de guerre – André Soloviev (Associated Press)

- Cena Ericha Salomona – Mary Ellen Marková
- Cena za kulturu Německé fotografické společnosti – Christine Frisinghelli  a Manfred Willmann

- Cena Ansela Adamse – cena nebyla udělena
- Cena W. Eugena Smithe – Ellen Binder
- Zlatá medaile Roberta Capy – James Nachtwey (Magnum), Time Magazine, „Election Violence za South Africa“.
- Pulitzer Prize for Spot News Photography – Paul Watson, Toronto Star, za fotografii publikovanou po celém světě, na které je tělo amerického vojáka vláčeného Somálci ulicemi Mogadišu. (fotografie)
- Pulitzer Prize for Feature Photography – Kevin Carter, fotograf na volné noze „za snímek poprvé zveřejněný v The New York Times – hladovějící súdánská dívka, která se zhroutila na zem při cestě do potravinového centra, zatímco sup čekal poblíž.“ (fotografie)
- Infinity Awards – Howard Chapnick, Henri Cartier-Bresson, Bruce Weber, Hans-Jurgen Burkard, Cindy Shermanová, Maria Morris Hambourg a Pierre Apraxine, Sebastião Salgado a Lélia Wanick Salgado, Aperture, Fazal Sheikh a Charles Kuralt.

- Cena Higašikawy – Taku Aramasa, Michel Campeau a Mitsuhiko Imamori
- Cena za fotografii Ihei Kimury – Micuhiko Imamori (今森 光彦)
- Cena Nobua Iny – Eimu Arino
- Cena Kena Domona – Jošikazu Minami (南 良和)

- Prix Paul-Émile-Borduas – Henry Saxe
- Fotografická cena vévody a vévodkyně z Yorku – cena nebyla udělena

- Prix international de la Fondation Hasselblad – Susan Meiselasová

- Medaile Královské fotografické společnosti – Cornell Capa

- Národní fotografická cena Španělska – Gabriel Cualladó

## Narození v roce 1994
- 30. dubna – Do Nsoseme, konžská fotografka, slammerka a básnířka
- 1. června – Tobi Bakre, nigerijský herec, model, moderátor a fotograf
- 29. září – Amarachi Nwosu, nigerijsko-americká fotografka, vizuální umělkyně, fotografka, filmařka a spisovatelka
- ? – Kadara Enyeasi, nigerijský umělecký fotograf
- ? – Sanna Irshad Mattoo, indická fotožurnalistka a držitelka Pulitzerovy ceny za fotografii
- ? – Izumi Miyazaki (Mijazaki), japonská fotografka
- ? – Pamela Tulizo, konžská fotografka

## Úmrtí v roce 1994
- 19. ledna – André Ostier, francouzský fotograf (* 4. dubna 1906)
- 14. února – Jan Formandl, český hudebník, fotograf, sběratel, úředník a nejmladší syn Antonína Formandla (* 27. října 1913)
- 11. března – Kenneth St Joseph, anglický archeolog, geolog a veterán Royal Air Force (RAF), průkopník použití letecké fotografie jako metody archeologického výzkumu v Británii a Irsku (* 13. listopadu 1912)
- 1. dubna – Robert Doisneau, francouzský fotograf (* 14. dubna 1912)
- 18. dubna – Ken Oosterbroek, jihoafrický fotožurnalista (* 14. února 1962)
- 3. května – Dimitris Papadimos, řecký fotograf (* 1. května 1918)
- 14. června – Liselotte Grschebina, izraelská fotografka (* 2. května 1908)
- 30. června – Kinsuke Šimada, japonský fotograf (* 28. června 1900)
- 27. července – Kevin Carter, jihoafrický fotograf a žurnalista (* 13. září 1960)
- 22. září – Tony Krier, lucemburský fotograf a novinář (* 21. července 1906)
- 3. října – Tim Asch, americký antropolog, fotograf a filmař (* 16. července 1932)
- 23. října – Hubert Grooteclaes, belgický fotograf (* 6. listopadu 1927)
- 27. října – Fred Kramer, český módní a reklamní fotograf, učil reklamní fotografii na FAMU (* 27. listopadu 1913)
- 10. listopadu – Ferdinand Bučina, český fotograf a filmař (* 26. října 1909)
- ? – Solomon Osagie Alonge, nigerijský fotograf samouk, dvorní fotograf a průkopník nigerijské fotografie (* 1911)
- ? – Eric Schaal, americký fotograf (* 18. srpna 1905)
- ? – Henri Vachon, francouzský fotograf (* 1904)